# Йорданув (Мазовецьке воєводство)
Йорданув (пол. Jordanów) — село в Польщі, у гміні Гомбін Плоцького повіту Мазовецького воєводства.
Населення — 199 осіб (2011).
У 1975-1998 роках село належало до Плоцького воєводства.

## Демографія
Демографічна структура станом на 31 березня 2011 року:
|          | Загалом | Допрацездатний вік | Працездатний вік | Постпрацездатний вік |
| -------- | ------- | ------------------ | ---------------- | -------------------- |
| Чоловіки | 99      | 20                 | 55               | 24                   |
| Жінки    | 100     | 17                 | 55               | 28                   |
| Разом    | 199     | 37                 | 110              | 52                   |